# ميكيل بادوفانو
ميكيل بادوفانو (بالإيطالية: Michele Padovano)‏ (مواليد 28 أغسطس 1966) هو لاعب كرة قدم إيطالي سابق لعب كمهاجم.